# Nintendo Integrated Research & Development
Nintendo Integrated Research & Development (verkürzt IRD) ist eine Abteilung des japanischen Videospiel- und Konsolenentwicklers Nintendo. Sie besitzt die Funktion eines internen First-Party-Entwicklerstudios. Zu ihren Hauptaufgaben zählen die Entwicklung neuer Konsolen und dazugehöriger Peripheriegeräte. 

## Geschichte
Nintendo IRD wurde in den 1980er Jahren unter dem Namen Nintendo Research & Development 3 unter der Führung von Genyo Takeda gegründet. NRD 3 zeichnete verantwortlich für zahlreiche technische Errungenschaften im Konsolenbereich und entwickelte sogar selbst einige Spiele in diesem Bereich. Mit dem Fortschreiten der 3D-Technologie änderte NRD 3 den Namen in Nintendo Integrated Research & Development.
IRD ist in zwei Unterabteilungen unterteilt. Das Integrated Research & Development Department konzentriert sich auf die Entwicklung stationärer Konsolen, der notwendigen Hardware und dazugehöriger Peripheriegeräte. Das Research & Engineering Development Department kümmert sich dagegen um die Entwicklung mobiler Konsolen. Diese Unterabteilungen arbeiten meist eng zusammen, besitzen bei den einzelnen Technologien nur einen unterschiedlichen Fokus.
Am 16. Februar 2013 kündigte Nintendo an, dass das Research & Engineering Development Department  aufgelöst und in das Integrated Research & Development Department eingegliedert werden würde.
Am 14. September 2015 gab Nintendo bekannt, dass Nintendo IRD mit Nintendo System Development (SDD) zum 16. September 2015 zur Nintendo Platform Technology Development (PTD) fusioniert. Als Abteilungsleiter fungiert seither Ko Shiota.

## Integrated Research & Development Department
Das Integrated Research & Development Department  ist das zuständige Entwicklungsbüro für alle stationären Nintendo-Konsolen. Diese Abteilung ist unterteilt in fünf Gruppen, die eng miteinander kooperieren, aber sich jeweils auf einen bestimmten Aspekt der Entwicklung konzentrieren. Sowohl der zuständige Manager Genyo Takeda als auch einige Techniker stammen aus der alten R&D3-Abteilung.

## Research & Engineering Department
Das Research & Engineering Department war für die Entwicklung von Handheld-Konsolen zuständig. Sie war ähnlich gegliedert wie das IRD. Der Manager Satoru Okada und die meisten führenden Designer wurden von dem Studio R&D1 übernommen.